# Roberto Albérico
Roberto Albérico fue un exfutbolista argentino que se desempeñaba como centrocampista.

## Clubes
| Club        | País      | Año       |
| ----------- | --------- | --------- |
| River Plate | Argentina | 1932-1936 |
| Almagro     | Argentina | 1937-1938 |
| Colegiales  | Argentina | 1939      |